# Slogan
Slogan (z ang. slogan, od irl. i szk. sluagh-ghairm – okrzyk wojenny) – określenie mogące oznaczać:
- dobitne, krótkie, wyraziste stylistycznie sformułowanie, które ma na celu nakłaniać do czegoś bądź propagować określoną opinię lub skłaniać ku jakiejś zasadzie postępowania[1];
- spowszedniały, wyświechtany górnolotny frazes[1].

Slogan to zatem łatwo rozpoznawalne kilkuwyrazowe wyrażenie zawierające powszechnie znane prawdy lub poglądy (może to jednak być również uporczywie powtarzane kłamstwo), które poprzez swoje rozpowszechnienie straciło na oryginalności, a często i autentyczności, przestając zwracać na siebie uwagę odbiorców. Do charakterystycznych cech sloganów należą: zastosowanie podstawowej leksyki, występowanie zdań asyndetycznych (niełączonych spójnikami), a także operowanie zjawiskiem homonimii.
Slogan jest częstym składnikiem wypowiedzi oficjalnych, szczególnie o charakterze propagandowym, a nadmierna ich liczba w tych wypowiedziach oznacza praktycznie mowę o niczym. Paradoksalnie jednak slogany są skuteczne w języku reklamy, przyzwyczajając odbiorcę reklamy do nowego produktu, poprzez wywołanie u niego wrażenia rozpowszechnienia, popularności, a nawet pospolitości reklamowanego produktu, co umożliwia jego trwałe umiejscowienie na rynku.

## Znane slogany reklamowe
- Prawdopodobnie najlepsze piwo na świecie (Carlsberg, producent piwa)
- Red Bull doda Ci skrzydeł (Red Bull, producent napojów energetycznych i alkoholowych)
- Ponieważ jesteś tego warta (L'Oréal Paris, producent perfum)
- Kochaj życie (Tymbark, producent soków i napojów gazowanych)
- Dłuższe życie każdej pralki to Calgon (Reckitt Benckiser, producent kapsułek do prania pod nazwą Calgon)

## Slogan a claim
Claim (inaczej tagline lub brandline) to hasło reklamowe na stałe połączone z logotypem marki. Claim określa esencję marki i jest często stosowany przez wiele lat.
Przykłady claimów:
- I'm lovin' it (McDonald's, popularny fast food)
- Just do it (Nike, producent butów i odzieży sportowej)
- Codziennie niskie ceny (Biedronka, znany dyskont spożywczy w Polsce)